# Championnat de Chypre de football 1964-1965
Navigation
Saison précédente Saison suivante
La saison 1964-1965 du Championnat de Chypre de football était la 27e édition officielle du championnat de première division à Chypre. Les onze meilleurs clubs du pays se retrouvent au sein d'une poule unique, la Cypriot First Division, où ils s'affrontent 2 fois, à domicile et à l'extérieur.
C'est le club de l'APOEL Nicosie qui remporte le 10e titre de son histoire après avoir fini en tête du championnat. L'APOEL devance un duo composé de l'Olympiakos Nicosie et de l'AEL Limassol qui terminent à 7 points.

## Les 11 clubs participants
| - APOEL Nicosie - AEL Limassol - Olympiakos Nicosie - Omonia Nicosie - Aris Limassol - EPA Larnaca | - Alki Larnaca - Pezoporikos Larnaca - Anorthosis Famagouste - Nea Salamina - Apollon Limassol |

## Compétition

### Classement
Le barème utilisé pour établir le classement est le suivant :
- Victoire : 2 points
- Match nul : 1 point
- Défaite : 0 point

| Rang | Équipe                | Pts | J  | G  | N | P  | Bp | Bc | Diff |
| ---- | --------------------- | --- | -- | -- | - | -- | -- | -- | ---- |
| 1    | APOEL Nicosie         | 34  | 20 | 16 | 2 | 2  | 68 | 23 | +45  |
| 2    | Olympiakos Nicosie    | 27  | 20 | 13 | 1 | 6  | 57 | 36 | +21  |
| 3    | AEL Limassol          | 27  | 20 | 13 | 1 | 6  | 52 | 35 | +17  |
| 4    | Omonia Nicosie C      | 25  | 20 | 10 | 5 | 5  | 48 | 35 | +13  |
| 5    | Anorthosis Famagouste | 23  | 20 | 9  | 5 | 6  | 39 | 26 | +13  |
| 6    | Apollon Limassol      | 20  | 20 | 7  | 6 | 7  | 31 | 34 | -3   |
| 7    | Nea Salamina          | 17  | 20 | 5  | 7 | 8  | 33 | 42 | -9   |
| 8    | EPA Larnaca           | 16  | 20 | 7  | 2 | 11 | 31 | 40 | -9   |
| 9    | Alki Larnaca          | 14  | 20 | 4  | 6 | 10 | 28 | 40 | -12  |
| 10   | Pezoporikos Larnaca   | 9   | 20 | 2  | 5 | 13 | 21 | 39 | -18  |
| 11   | Aris Limassol         | 8   | 20 | 3  | 2 | 15 | 23 | 81 | -58  |

|  | Qualification pour la Coupe des clubs champions 1965-1966                              |
|  | Qualification pour la Coupe des Coupes 1965-1966                                       |
|  | Relégation directe en deuxième division                                                |
|  | T : Tenant du titre C : Vainqueur de la Coupe de Chypre P : Promu de deuxième division |

## Bilan de la saison
| Championnat de Chypre de football 1964-1965 |                           |
| Champion                                    | APOEL Nicosie (10e titre) |
| Coupes et trophées                          |                           |
| Vainqueur de la Coupe de Chypre 1964-1965   | Omonia Nicosie            |
| Vainqueur de la Supercoupe de Chypre        | Aucun                     |
| Qualifications continentales                |                           |
| Coupe des clubs champions 1965-1966         | APOEL Nicosie             |
| Coupe des Coupes 1965-1966                  | Omonia Nicosie            |
| Promotions et relégations                   |                           |
| Promus en Cypriot First Division            | Aucun                     |
| Relégués en Cypriot Second Division         | Aucun                     |